# La casa dei mostri
La casa dei mostri è un film del 1957 diretto da Brooke L. Peters.

## Trama
Nel suo istituto psichiatrico, il dottor Charles Conway sta segretamente sperimentando ghiandole artificiali per cercare di prolungare la vita; lavora con il suo aiutante Lobo e la sua assistente, la dottoressa Sharon Gilchrist. Conway ottiene i suoi pazienti tramite un collega, il dottor Loren Wright, che gli invia persone in cerca di cure per disturbi minori. Dopo l'arrivo, questi pazienti vengono portati in sala operatoria per gli interventi illegali di Conway.
Wright porta la sua ultima scoperta, Grace Thomas, che cerca aiuto per la depressione. Quando Conway si rifiuta di accettare una paziente con parenti viventi, Wright gli rivela che ha intenzione di gettare la borsa e i bagagli di Grace nella baia per far credere alla famiglia e alle autorità che si sia suicidata. Poi chiede a Conway una dimostrazione dei suoi progressi sperimentali; Conway lo porta nel seminterrato, dove gli presenta Harry Jedrow, la sua ultima vittima. Jedrow è ancora vivo, ma gravemente sfigurato e in stato vegetativo; questo preoccupa Wright, che rivela che la sorella di Jedrow lo sta cercando. Conway è furioso, poiché nessuno dei suoi pazienti doveva avere legami familiari.
Quella notte, Lobo (che pronuncia la famosa battuta "È ora di andare a letto!") scopre Frank Scott che si aggira per la proprietà. Scott cerca di nascondere la sua identità, ma Conway capisce rapidamente che è un detenuto evaso grazie alla sua descrizione sui giornali e a un tatuaggio sul polso. Invece di consegnare Scott alla polizia, gli offre la possibilità di partecipare ai suoi esperimenti. Sapendo di non avere molte alternative, Scott accetta.
La mattina seguente, Scott viene presentato a Grace e agli altri due pazienti: Danny Green, che viene curato per problemi di rabbia, e la giovane e bella Natalie Andries, il cui trattamento per un esaurimento nervoso sta per finire. Dopo aver chiesto a Wright di redigere un certificato di morte per Harry Jedrow, Conway informa Natalie che è necessaria un'ultima seduta. Mentre gli altri pazienti dormono, Natalie viene sedata, portata in sala operatoria e le viene impiantata una ghiandola artificiale insieme a una forte dose di elettricità. La procedura fallisce e lei diventa una vecchia senile. La nascondono in una stanza sul retro.
Lobo riceve l'ordine di seppellire vivo Jedrow, ma Frank Scott si intrufola e apre la bara. Jedrow esce e scappa, e Lobo, non sapendo nulla, seppellisce la bara vuota. Sharon affronta Conway riguardo alla sua apparente simpatia per Grace e chiede che sia lei la prossima paziente su cui sperimentare. Nel frattempo, Scott cerca di rivelare agli altri pazienti che il dottor Conway sta facendo cose orribili ai loro amici. Dopo un tentativo fallito di mostrare cosa è successo a Natalie, riesce a far vedere a Grace e Danny cosa le è accaduto, ma viene catturato dal dottor Conway e Sharon. Scott e Danny vengono rinchiusi e Grace viene preparata per l'intervento.
Danny aiuta Scott a scappare distraendo Lobo, che gli spara mortalmente prima di essere colpito e perdere conoscenza. Scott affronta il dottor Conway con la pistola di Lobo e rivela di non essere un assassino evaso; è in realtà il tenente Mark Houston, un poliziotto sotto copertura inviato per investigare sull'istituto del dottor Conway. Il dottor Conway riesce a scappare, ma viene ucciso da Jedrow. Lobo arriva e uccide Jedrow, ma la polizia arriva poco dopo e arresta Lobo e Sharon, salvando Grace all'ultimo momento. La polizia trova il corpo di Danny e poi scopre un gruppo di uomini mostruosi, tutti vittime fallite degli esperimenti di Conway. Il capitano della polizia si chiede: "Santo cielo - cosa succederà se vivono per sempre?"

## Produzione
Insieme ad Anatomy of a Psycho (1961), La casa dei mostri è stato uno dei due film prodotti e diretti da Boris Petroff dietro lo pseudonimo di "Brook L. Peters". Originariamente intitolato The House of Monsters, è stato girato in circa cinque giorni. Il film è stato acquisito dalla American Broadcasting-Paramount Theatres Pictures dopo che le riprese principali erano state completate. Mentre il film attribuisce a Jane Mann la storia originale, il suo co-sceneggiatore John D.F. Black (accreditato come Geoffrey Dennis) riferisce che ha semplicemente battuto a macchina la sceneggiatura. Tor Johnson appare nel ruolo del servitore del Dr. Conway "Lobo", un ruolo simile al suo personaggio omonimo del film La sposa del mostro diretto nel 1955 da Ed Wood. Johnson ha anche interpretato Lobo in La notte degli spettri, uno pseudo-sequel de La sposa del mostro, che è stato girato nel 1957 e pubblicato quasi trent'anni dopo.

## Distribuzione

### Cinematografica
Il film venne distribuito negli Stati Uniti il 28 giugno 1957 dalla Republic Pictures Corp. in doppia programmazione con 
Beginning of the End (1957). Ha continuato ad essere proiettato nei cinema almeno fino al 1962.

### Home media
Il film venne trasmesso in televisione per la prima volta il 25 marzo 1962, ed è stato distribuito diverse volte in formato VHS. 
È stato messo in commercio in DVD il 6 agosto 2002 dalla Image Entertainment. Il DVD dell'episodio di Mystery Science Theater 3000 in cui veniva mostrato La casa dei mostri (originariamente andato in onda il 14 dicembre 1991) è stato distribuito da Shout! Factory il 16 novembre 2011.

## Accoglienza
Il film è stato recensito negativamente sulla rivista specializzata in film Harrison's Reports, venendo descritto come "mediocre", "prodotto con un budget ridotto al minimo" e "uno sforzo debole e banale, pieno di ovvie teatralità ed una recitazione melodrammatica."